# Armando Vargas
Armando Vargas (Barranquilla, Atlántico, Colombia, 27 de diciembre de 1988) es un futbolista colombiano. Juega de centrocampista y actualmente milita en el Moca FC de la Liga Dominicana de Fútbol.

## Trayectoria

### Inicios
Empezó a jugar a fútbol en la escuela Toto Rubio de su ciudad natal. Luego fue a P.C.V; la escuela de los exfutbolistas Víctor Danilo Pacheco, Alex Comas, e Iván René Valenciano. Allí fue aceptado, y se convirtió en un jugador destacado. Después, Armando fue a jugar a las inferiores de Unión Magdalena. En Santa Marta, se terminó de formar como futbolista, y debutó con el "ciclón bananero" en el año 2009.

### Unión Magdalena
En el equipo samario, jugó 5 años, donde tuvo grandes partidos en la Primera B, donde se convirtió en titular indiscutible y un jugador importante, demostrando sus buenas capacidades como los buenos pases y el buen golpeo de balón. Armando Vargas, fue el goleador del Unión Magdalena en el año 2012, anotando más de 25 goles, y liderando al ciclón para que llegara a la final de la Primera B. Gracias a sus buenas actuaciones, después de jugar 151 partidos y anotar 31 goles, y luego de ser un jugador muy importante en la mitad de la cancha  del equipo samario, tuvo la oportunidad de ir a Santa Fe.

### Santa Fe
En el 2014, Armando se fue a jugar a Bogotá, a Santa Fe. Durante su primer año, jugó algunos partidos como titular y tuvo destacados partidos con la camiseta albirroja, en la Copa Colombia. Su mejor partido en Santa Fe, fue en la final del Torneo Finalización, donde reemplazó de gran manera a Omar Sebastián Pérez, ayudando al equipo cardenal a ganar su octava estrella. Al año siguiente, Armando Jr terminó de su etapa en Santa Fe, ganando la Copa Sudamericana. 

## Clubes
| Club             | País                 | Año         |
| ---------------- | -------------------- | ----------- |
| Unión Magdalena  | Colombia             | 2009 - 2013 |
| Santa Fe         | Colombia             | 2014 - 2015 |
| Atlético Huila   | Colombia             | 2016        |
| Deportes Tolima  | Colombia             | 2016 - 2017 |
| Santa Fe         | Colombia             | 2018        |
| Deportivo Pasto  | Colombia             | 2018        |
| La Equidad       | Colombia             | 2019        |
| Unión Magdalena  | Colombia             | 2020        |
| Nueva Concepción | Guatemala            | 2021        |
| Moca FC          | República Dominicana | 2022 - Act. |

## Estadísticas
Actualizado el 13 de abril de 2019.
| Unión Magdalena · Colombia | 2ª            | 2009          | 20  | 5  | 3  | 0 | 0 | 0 | 23  | 6  | 0,26 |
| Unión Magdalena · Colombia | 2ª            | 2010          | 31  | 6  | 5  | 1 | 0 | 0 | 36  | 7  | 0,19 |
| Unión Magdalena · Colombia | 2ª            | 2011          | 26  | 7  | 6  | 0 | 0 | 0 | 32  | 7  | 0,21 |
| Unión Magdalena · Colombia | 2ª            | 2012          | 30  | 3  | 1  | 1 | 0 | 0 | 31  | 4  | 0,12 |
| Unión Magdalena · Colombia | 2ª            | 2013          | 25  | 6  | 4  | 2 | 0 | 0 | 29  | 8  | 0,27 |
| Unión Magdalena · Colombia | Total club    | Total club    | 132 | 27 | 19 | 4 | 0 | 0 | 151 | 31 | 0,20 |
| Santa Fe · Colombia | 1ª            | 2014          | 12  | 1  | 6  | 0 | 0 | 0 | 18  | 1  | 0,05 |
| Santa Fe · Colombia | 1ª            | 2015          | 26  | 2  | 2  | 0 | 1 | 0 | 29  | 2  | 0,06 |
| Santa Fe · Colombia | Total club    | Total club    | 38  | 3  | 8  | 0 | 1 | 0 | 47  | 3  | 0,06 |
| Atlético Huila · Colombia | 1ª            | 2016          | 19  | 5  | 0  | 0 | 0 | 0 | 19  | 5  | 0,26 |
| Atlético Huila · Colombia | Total club    | Total club    | 19  | 5  | 0  | 0 | 0 | 0 | 19  | 5  | 0,26 |
| Deportes Tolima · Colombia | 1ª            | 2016          | 24  | 0  | 6  | 1 | 2 | 0 | 32  | 1  | 0,03 |
| Deportes Tolima · Colombia | 1ª            | 2017          | 5   | 0  | 2  | 0 | 0 | 0 | 7   | 0  | 0,00 |
| Deportes Tolima · Colombia | Total club    | Total club    | 29  | 0  | 8  | 1 | 2 | 0 | 39  | 1  | 0,02 |
| Santa Fe · Colombia | 1ª            | 2018          | 13  | 3  | 0  | 0 | 5 | 0 | 18  | 3  | 0,12 |
| Santa Fe · Colombia | Total club    | Total club    | 13  | 3  | 0  | 0 | 5 | 0 | 18  | 3  | 0,12 |
| Deportivo Pasto · Colombia | 1ª            | 2018          | 11  | 0  | 0  | 0 | 0 | 0 | 11  | 0  | 0,0  |
| Deportivo Pasto · Colombia | Total club    | Total club    | 11  | 0  | 0  | 0 | 0 | 0 | 11  | 0  | 0,0  |
| La Equidad · Colombia | 1ª            | 2019          | 10  | 1  | 0  | 0 | 1 | 0 | 11  | 1  | 0,0  |
| La Equidad · Colombia | Total club    | Total club    | 10  | 1  | 0  | 0 | 1 | 0 | 11  | 1  | 0,0  |
| Total carrera | Total carrera | Total carrera | 252 | 39 | 35 | 5 | 9 | 0 | 296 | 44 | 0,15 |
| (1) Incluye datos de la Copa Colombia ; Superliga de Colombia (2) Incluye datos de Copa Sudamericana / Copa Libertadores. (3) No incluye goles en partidos amistosos. |               |               |     |    |    |   |   |   |     |    |      |

## Palmarés

### Campeonatos nacionales
| Título                | Club     | País     | Año  |
| --------------------- | -------- | -------- | ---- |
| Torneo Finalización   | Santa Fe | Colombia | 2014 |
| Superliga de Colombia | Santa Fe | Colombia | 2015 |

### Copas internacionales
| Título            | Club     | País     | Año  |
| ----------------- | -------- | -------- | ---- |
| Copa Sudamericana | Santa Fe | Colombia | 2015 |